# Grotte d'Amaterská
La grotte d'Amatérská (en tchèque Amatérská jeskyně) est le plus long réseau de grottes connues de la Tchéquie d'une longueur de plus de 40km, et également  d'Europe Centrale. Elle se situe au nord de la zone protégée du Karst Morave, en Moravie du Sud.
La grotte d'Amatérská est constituée de deux ruisseaux souterrains, la Bila voda et la Sloupsky potok, formant un plus grand cours d'eau en sous-sol, la rivière souterraine Punkva. L'ensemble du réseau de la grotte d'Amatérská comprend la connexion avec d'autres cavités telles que : la Nova Rasovna, la Dame de Pique, Spiralka, 13C, les grottes de Sloupsko-sosuvske, les grottes de Punkva, et l'abîme de Macocha.

## Description du réseau souterrain

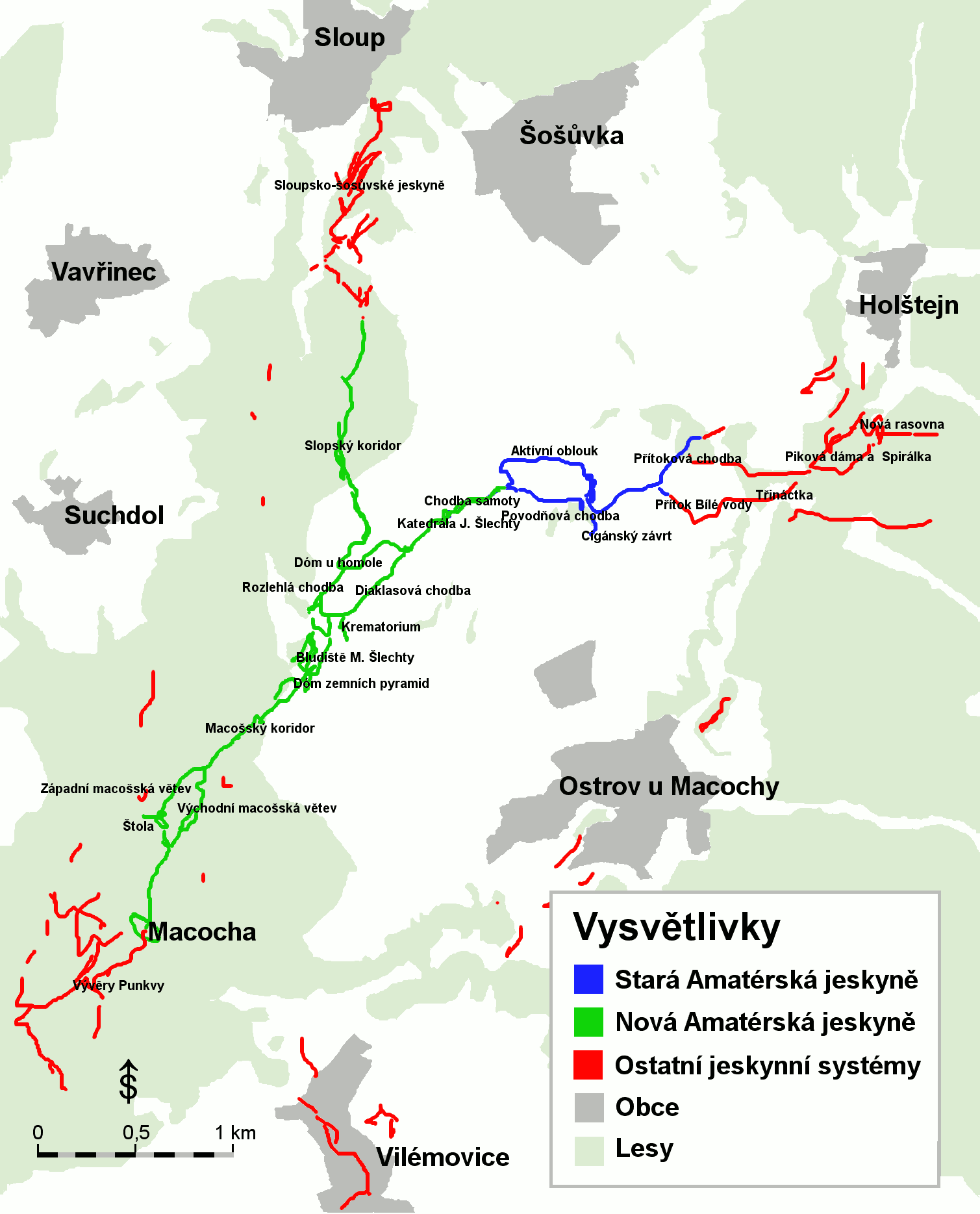
Schéma du réseau de la grotte d'Amatérská

La grotte d'Amatérská est caractérisée par de vastes tunnels divisé en plusieurs parties.
Le niveau supérieur de la grotte est composé d'un complexe labyrinthe de couloir, nommé le Milan Šlechta, et de larges pièces telles que "le Dome". Tandis que 20 mètres plus bas, dans le niveau inférieur, les eaux des rivières souterraines ont totalement inondé le reste de la cavité. L'exploration se révèle ainsi uniquement possible par la plongée.
Plusieurs entrées permettent d'accéder aux différentes parties de la grotte d'Amatérská et à son réseau de cavité, de manière naturelle avec la doline de Cikansky, ou bien par l'entrée artificielle sous le Konsky Spad dans le canyon de Pusty Zleb.

## L'exploration de la grotte

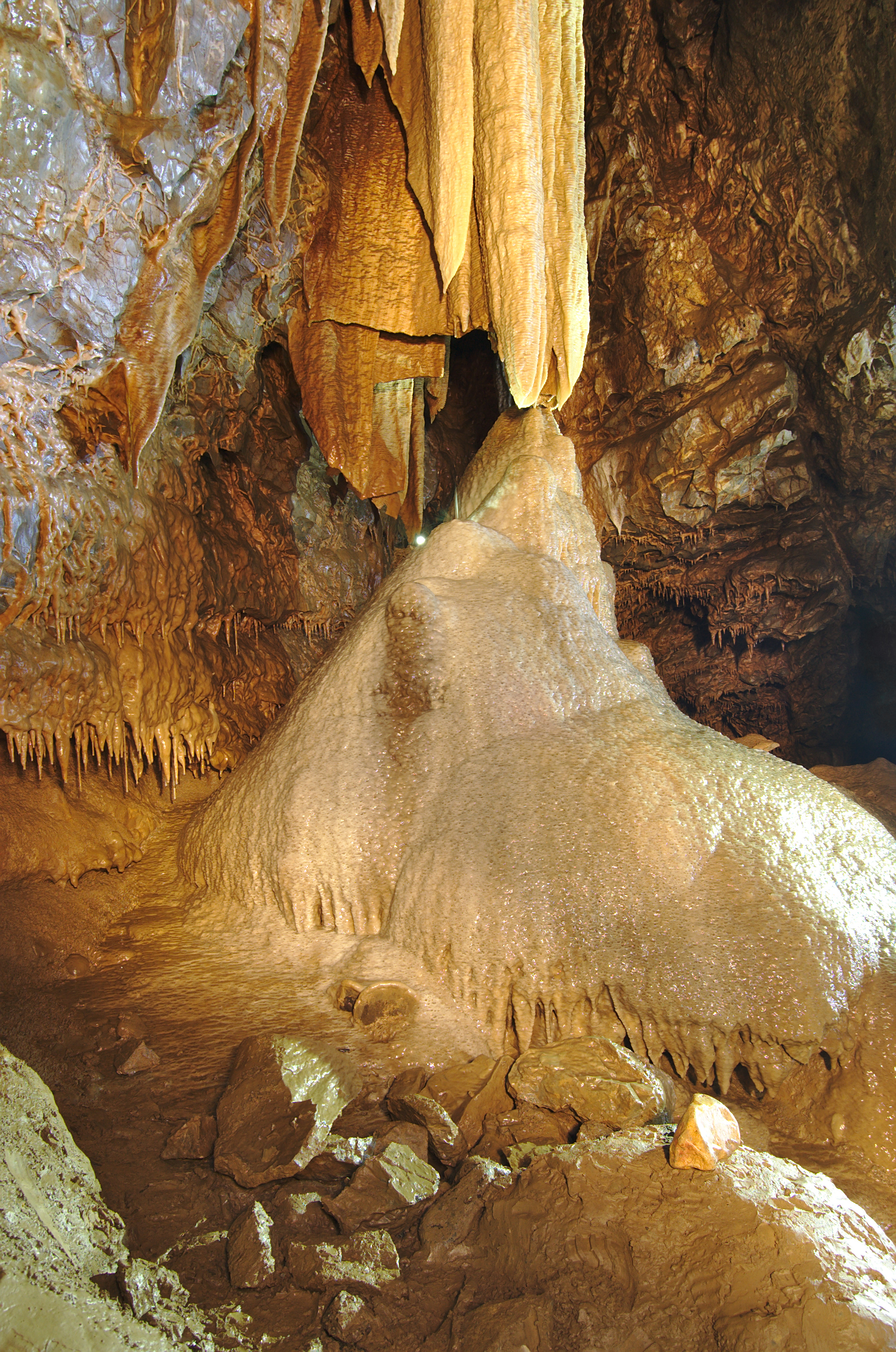
Stalactite.

L'exploration de la grotte d'Amatérská commence au début du XVIIIe siècle. Déjà en 1723, Lazarus Shopper réalise la première descente dans l'abîme de Macocha. Puis il faut attendre 1800, pour qu'une première carte des grottes de Sloupské (la petite partie latérale de l'ensemble du système) soit créée.
Des recherches plus soutenues commencent dans la seconde moitié du 19e siècle, lorsque le Dr Jindrich Wankel et Martin Kriz publient les premières études scientifiques de la partie nord du Karst morave.
C'est ensuite le professeur Karel Absolon qui réalise un lien théorique pour la première fois entre les grottes de Sloupsko-sosuvske, la grotte de Nova Rasovna et l'abîme de Macocha au début du XXe siècle. Il passe ainsi toute sa vie à essayer d'élucider ce problème spéléologique, et ne réussit finalement qu'en partie à théoriser cette hypothèse. C'est en janvier 1969, avec la découverte de la grotte d'Amaterská par le club de spéléologie Planivy, que la pièce manquante du problème a permis de résoudre et confirmer la théorie du professeur.
Le 29 août 1970, pendant une exploration dans les parties supérieures de la grotte, une violente inondation pluviale cause la mort de deux spéléologues amateurs Milan Šlechta and Marko Zahradníček, qui par la suite, à titre posthume, vont donner leur nom à la grotte.
En peu de temps, les spéléologues explorent le réseau d'Amatérská, de la grotte de Nova Rasovna jusqu'aux grottes de Punkva. Et c'est en 2005 que la dernière zone entre la grotte d'Amatérská et les grottes de Sloupsko-sosuvske est explorée.
La grotte contient également une représentation rupestre du Néolithique, une forme géométrique ressemblant à une grille d'une taille de 30 × 40 cm, peinte au fusain sur la paroi de la grotte. La représentation a été datée avec la méthode de datation par le carbone 14, à 5 200 ans.